# 横川の蛇石

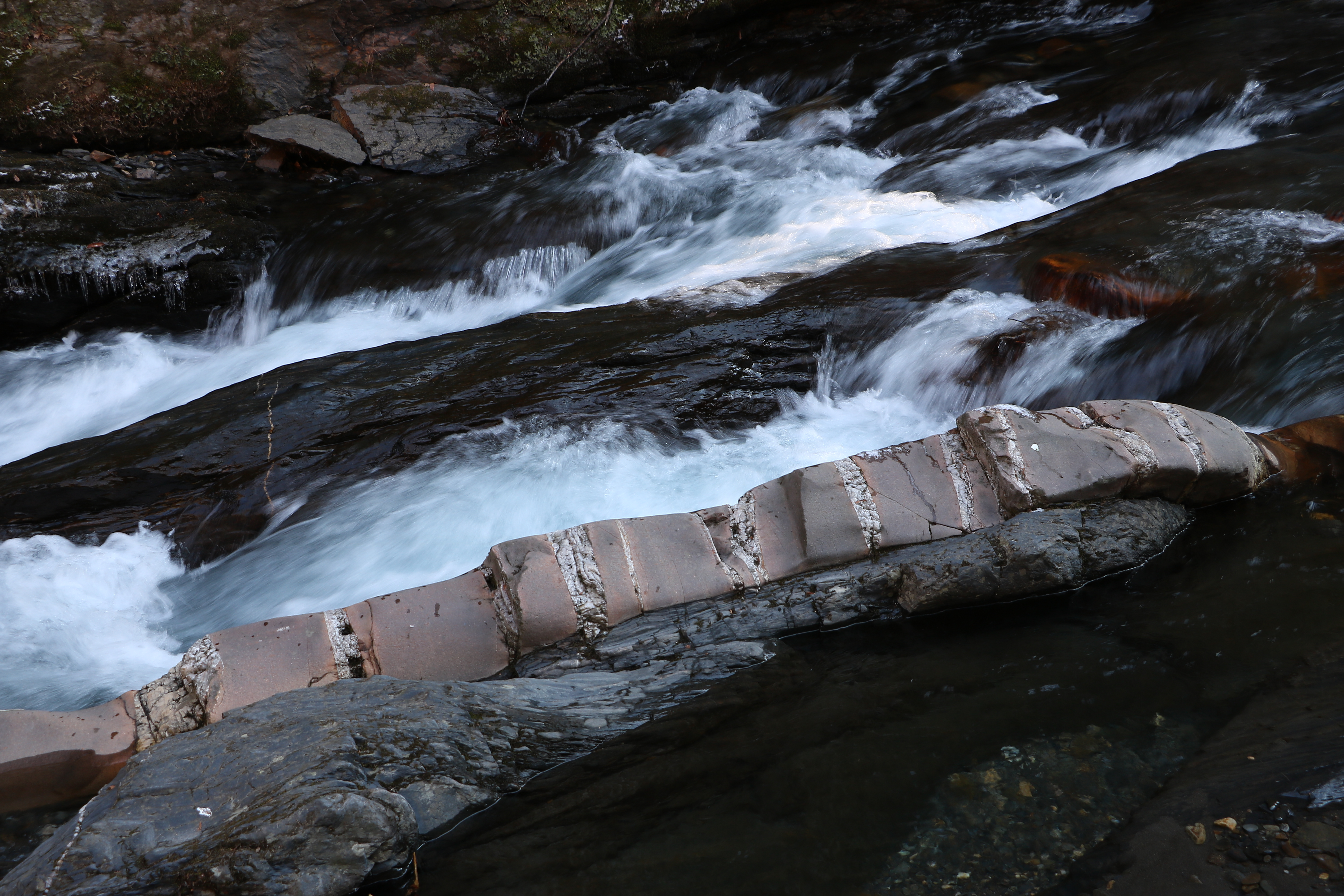
横川の蛇石（露出部）。2017年1月2日撮影。

横川の蛇石（よこかわのじゃいし）は、長野県上伊那郡辰野町にある国指定の天然記念物（1940年指定）。
粘板岩に貫入した閃緑岩の岩脈が横川川の川底に露出している。その岩脈に直交して、ほぼ等間隔に石英脈が入っている。石英脈の入った岩脈が蛇腹のように見えるため「蛇石」と呼ばれている。

## 民話

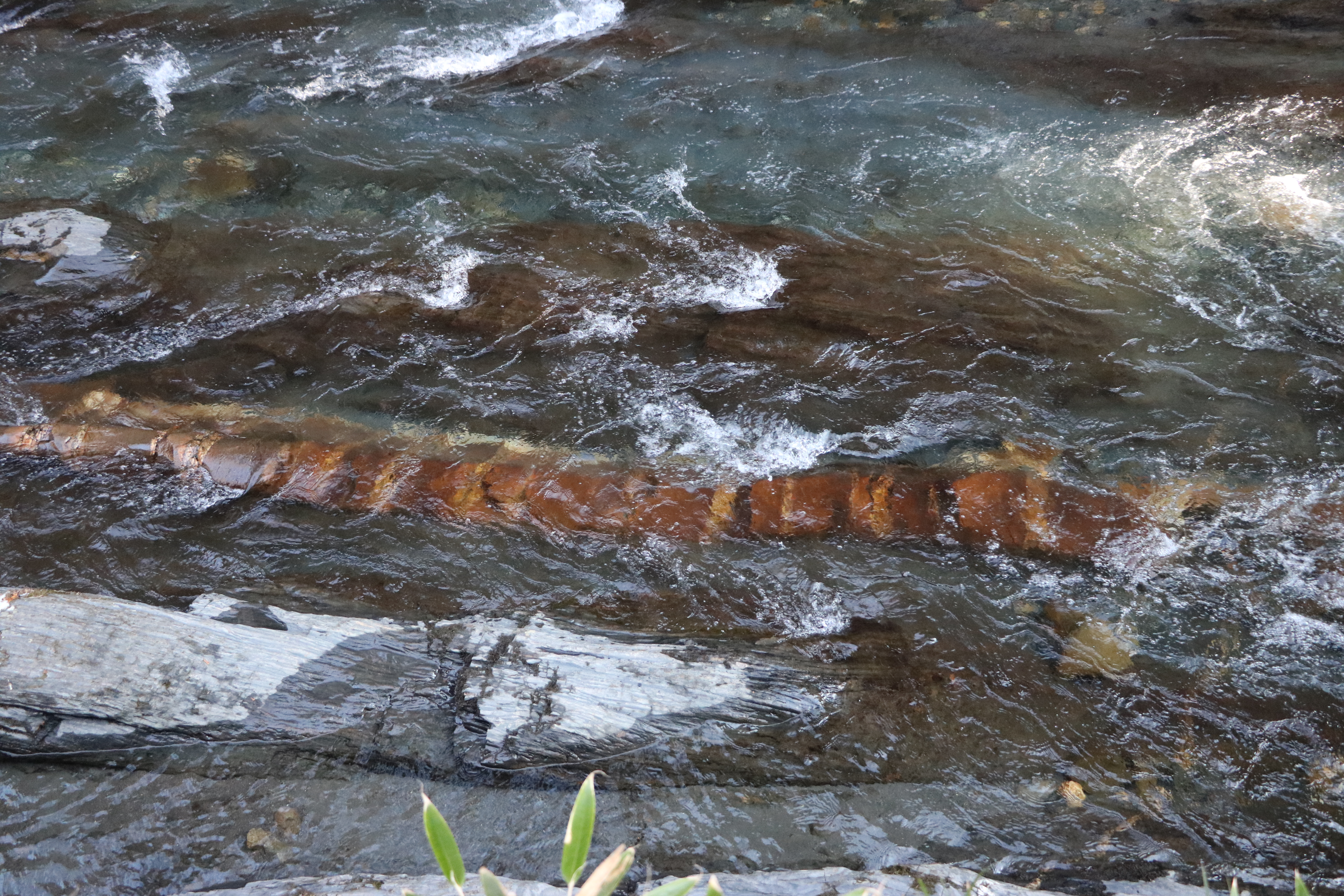
横川の蛇石（水没部）。2017年1月2日撮影。

地元の横川地区には、次のような民話が残っている。
2匹の兄弟竜が喧嘩をしたことによって横川川が氾濫し、下流の集落が鉄砲水に襲われるところを、母子2匹の蛇が自分の身を犠牲にして救った。そのことを熊野権現が感心し、後世までもその功績を称えるために蛇石に変身させた。なお、2匹の竜は2度と喧嘩ができないように、上流にある大滝に閉じ込められたという。